# Le Savant et le Chimpanzé
Pour plus de détails, voir Fiche technique et Distribution.
Le Savant et le Chimpanzé est un film de Georges Méliès sorti en 1900 au début du cinéma muet. Il dure une minute.

## Synopsis
Dans le laboratoire d'un savant, un singe est enfermé dans une cage. Profitant de l'inattention de son maître, l'animal réussit à s'échapper et saccage les pièces de l'appartement, mettant le savant en fuite et arrachant la jupe de sa bonne, venue l’aider.